# Exetastes comatus
Exetastes comatus là một loài tò vò trong họ Ichneumonidae.